# Principio de solidaridad
En la doctrina social de la Iglesia católica se entiende por principio de solidaridad la consideración del conjunto de aspectos que relacionan o unen a las personas, la colaboración y ayuda mutua que ese conjunto de relaciones promueve y alienta.
A la luz del creciente grado de interdependencia y globalización de las relaciones entre Estados, empresas e individuos, lo que este principio promueve es una colaboración, interacción y servicio que parta de los valores evangélicos y contribuya al crecimiento, progreso y desarrollo de todos los seres humanos. Esta doctrina señala que tal solidaridad es necesaria especialmente para con los más necesitados sean países o personas.
El principio de solidaridad laboral, cuyo fundamento constitucional se encuentra en los artículos 1 y 95 de la Carta Política, supone el deber de toda persona de actuar en cooperación y ayuda de los demás asociados. Este postulado irradia todo tipo de relaciones colectivas, entre ellas, las laborales, razón por la cual el legislador, con fundamento en ese principio, consagró en el artículo 34 del Código Sustantivo del Trabajo la responsabilidad solidaria en materia laboral.

## Sollicitudo rei socialis
Es en la encíclica Sollicitudo rei socialis donde se plantea más a fondo la noción y el alcance del principio de solidaridad:

es asi que en este mundo dividido y perturbado por toda clase de conflictos, aumenta la convicción de una radical interdependencia, y por consiguiente, de una solidaridad necesaria, que la asuma y traduzca en el plano moral. Hoy quizás más que antes, los hombres se dan cuenta de tener un destino común que construir juntos, si se quiere evitar la catástrofe para todos. [...] El bien, al cual estamos llamados
, y la felicidad a la que aspiramos no se obtienen sin el esfuerzo y el empeño de todos, sin excepción; con la consiguiente renuncia al propio egoísmo.
Sollicitudo rei socialis, núm. 26

El Papa Juan Pablo II sostuvo que en el mundo separado en dos bloques de aquel entonces se dificultaba el ejercicio de la solidaridad por obra de auténticas estructuras de pecado y que por tanto, había que rehacer las relaciones de interdependencia entre personas y países por medio de estructuras de solidaridad.
Más aún, llega a afirmar que la solidaridad, como principio de la doctrina social, se relaciona y tiene vínculos con los demás principios o líneas de inspiración cristiana como el destino universal de los bienes, el bien común, la igualdad en la fraternidad de todos los hombres, etc. Se propone así como la virtud que deben ejercer de los cristianos en relación con la sociedad para de algún modo pagar la deuda que tienen con ella por las condiciones que esta ofrece de desarrollo y vida humana.